# Hans Coppi

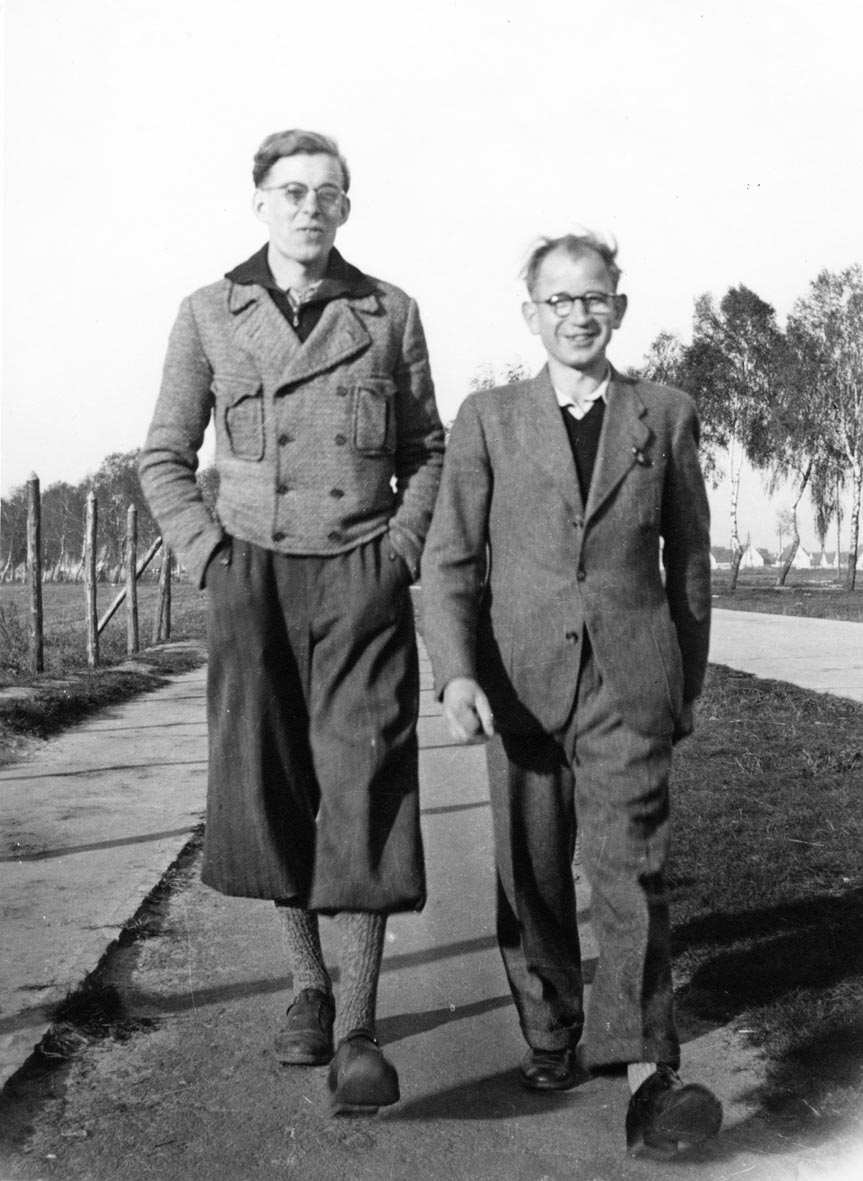
Hans Coppi (links) in Velten, 1940

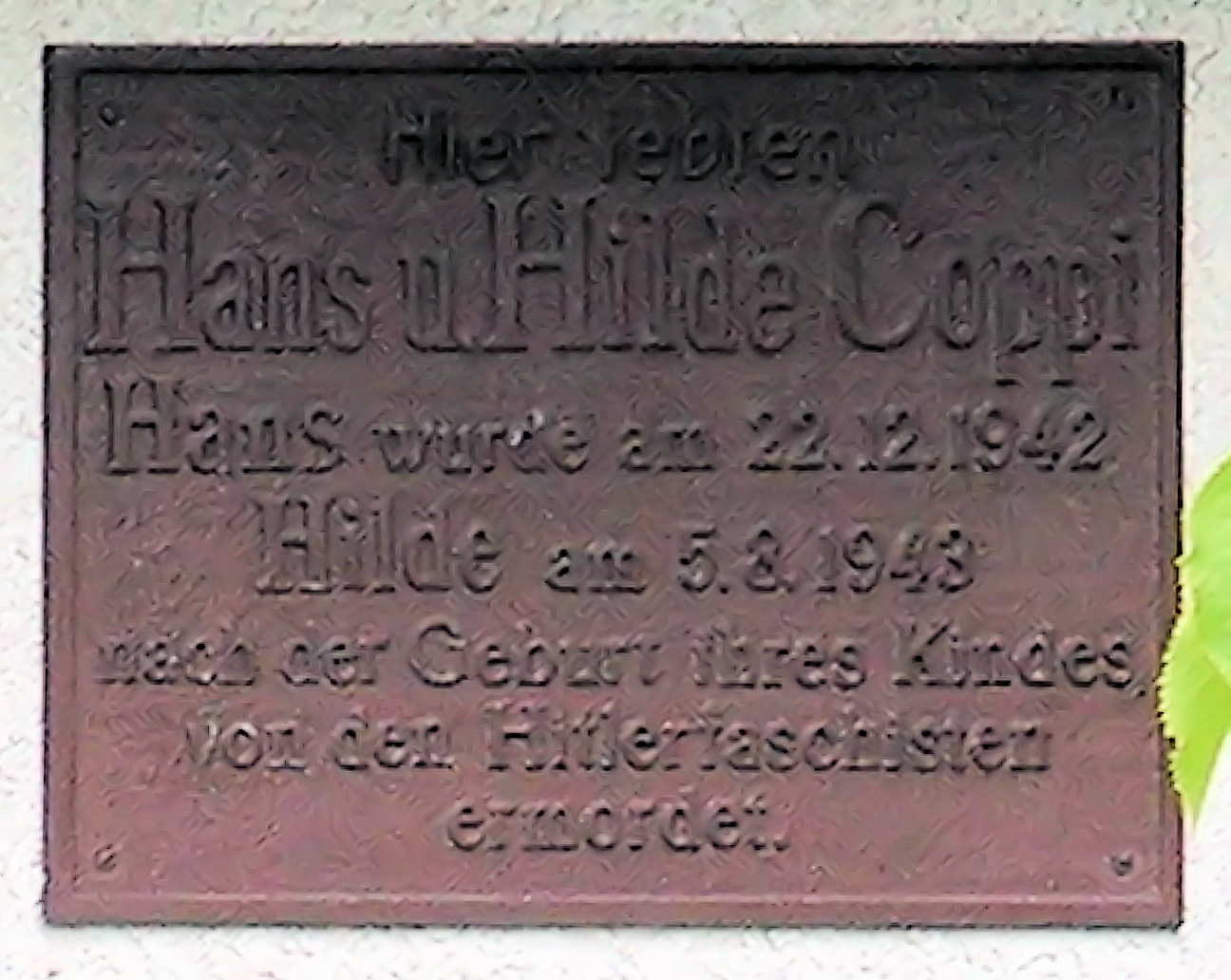
Gedenktafel in Berlin-Tegel, Seidelstraße 20, Parzelle 107

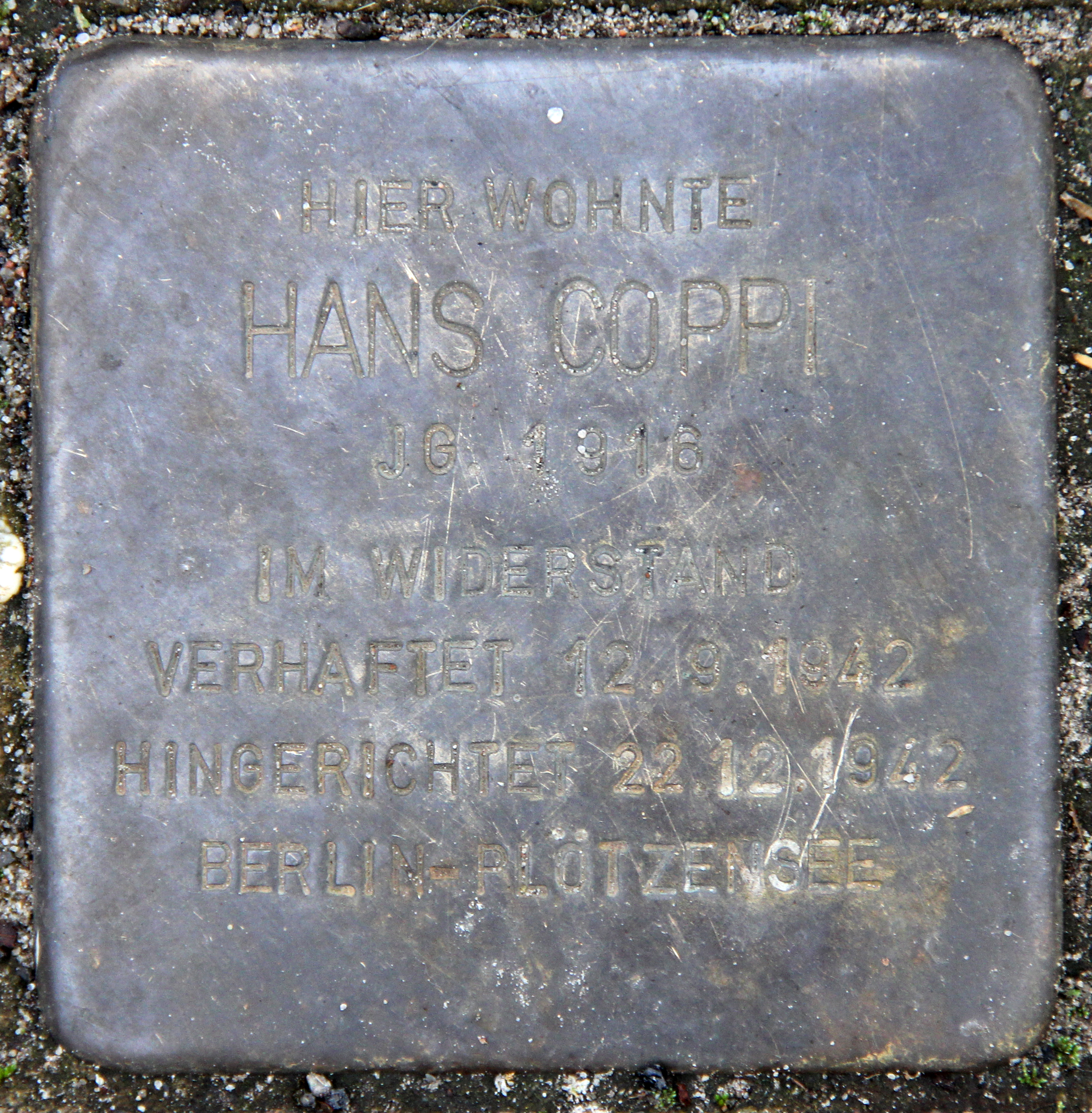
Stolperstein in Berlin-Tegel, Seidelstraße 23

Hans-Wedigo Robert Coppi (* 25. Januar 1916 in Berlin; † 22. Dezember 1942 in Berlin-Plötzensee) gehörte im Dritten Reich zur Widerstandsgruppe „Rote Kapelle“.

## Leben
Hans Coppi wuchs im Berliner Arbeiterbezirk Wedding auf. Seine Mutter Frieda Coppi (geb. Schön, 1884–1961) war Schneiderin, sein Vater Robert Coppi (1882–1960) Maler, spezialisiert auf Lackschliff und Vergoldung. Die Eltern traten 1930 der Kommunistischen Partei Deutschlands (KPD) bei. Anfang 1929 musste Coppi wegen Teilnahme an einer Demonstration der KPD das Lessing-Gymnasium in der Pankstraße verlassen. Von 1929 bis 1932 besuchte er die Reformschule Scharfenberg in Berlin-Tegel. 1931 bzw. 1932 wurde Coppi Mitglied der Roten Pfadfinder und des Kommunistischen Jugendverbandes Deutschlands (KJVD).
Ende 1932 solidarisierte er sich mit Schülern, die der Schulfarm verwiesen worden waren. Sie hatten, ohne sich abzumelden, den die deutsch-französische Solidarität thematisierenden Film Kameradschaft in Tegel angesehen. Er kehrte zum Lessing-Gymnasium zurück. Nach Ostern 1933 weigerte er sich, die nunmehr nationalsozialistische Schule weiter zu besuchen.
Der 17-Jährige gewann Mitglieder des KJVD für die illegale Arbeit. Sie verbreiteten Flugblätter und Streuzettel, die zum Widerstand gegen das Naziregime aufriefen. Bald musste Coppi – da mit Haftbefehl gesucht – illegal leben, versteckte sich bei Freunden und organisierte die illegale Arbeit. Zur Reichstagswahl November 1933 bereitete er mit katholischen Pfadfindern einen Klebezettel mit einem Vers aus dem Alten Testament (Jes 41,24 ) vor, der mit den Worten endete: „Und Euch zu wählen ist ein Gräuel“. Ende Januar 1934 wurde er festgenommen und musste zwei Monate in Untersuchungshaft im KZ Oranienburg verbringen.
Danach erhielt er wegen Verteilung illegaler Flugblätter eine einjährige Jugend-Gefängnisstrafe, die er im Jugendgefängnis Berlin-Plötzensee verbüßen musste. Nach seiner Haftentlassung wurde Coppi 1935 unter die Aufsicht eines Jugendpflegers gestellt. In der Folgezeit hatte er wieder Kontakte zu Scharfenberger Freunden, die Verfolgten des NS-Regimes Fluchthilfe leisteten. Als Co-Autor von Flugblättern warnte Coppi 1936 vor den Kriegsplänen der NSDAP. Ende 1938 fand er einen Arbeitsplatz als Hilfsarbeiter in einer kleinen Maschinenbaufabrik. Zu Beginn des Zweiten Weltkrieges wurde Coppi nicht als Soldat einberufen, weil er als „wehrunwürdig“ galt. Er schloss sich 1939 der Widerstandsgruppe um Wilhelm Schürmann-Horster an. Seit 1940 hatte er Kontakt zu dem Hitlergegner Harro Schulze-Boysen, der im Reichsluftfahrtministerium tätig war, und zum Bildhauer Kurt Schumacher.
1941 heiratete Coppi Hilde Rake, die als Angestellte in der Reichsversicherungsanstalt arbeitete. Sie lebten in Berlin-Borsigwalde in der Kleingartenkolonie Am Waldessaum. Anfang Juni 1941 erklärte sich Coppi auf Anfrage Schulze-Boysens bereit, als Funker zu arbeiten. Neben seiner Arbeit als Dreher wies ihn Kurt Schulze, ein in Moskau ausgebildeter Funker, in das Morsen und in die Funktechnik ein. Eine Funkverbindung kam aufgrund der geringen Reichweite der Funkgeräte nicht zustande. Im August 1942 betreute Coppi den aus Moskau mit einem leistungsfähigeren Funkgerät kommenden Albert Hößler. Ende August 1942 erhielt Coppi die Einberufung zur Wehrmacht. Am 12. September verhaftete ihn die Gestapo im Ausbildungsregiment in Schrimm bei Posen und sperrte ihn in das Hausgefängnis der Gestapozentrale (Prinz-Albrecht-Straße 8).

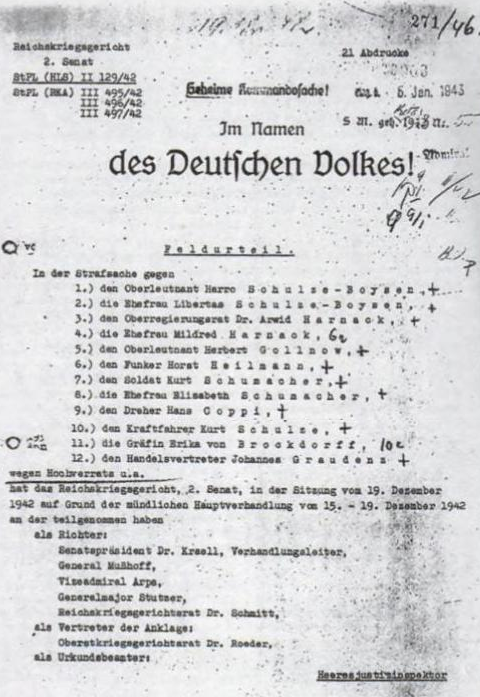
„Feldurteil“ des Reichskriegsgerichts vom 19. Dezember 1942

Am gleichen Tag wurde auch seine Frau verhaftet. Hilde Coppi war zu diesem Zeitpunkt schwanger. Ihr Sohn Hans kam am 27. November 1942 im Berliner Frauengefängnis Barnimstraße zur Welt. Hans Coppi wurde vor dem Reichskriegsgericht angeklagt und am 19. Dezember 1942 zum Tode verurteilt. Drei Tage später wurde er im Strafgefängnis Plötzensee zusammen mit Arvid Harnack und Harro Schulze-Boysen hingerichtet. Seine Frau Hilde wurde am 20. Januar 1943 wegen „Vorbereitung zum Hochverrat in Tateinheit mit Feindbegünstigung, Spionage und Rundfunkverbrechen“ gleichfalls zum Tode verurteilt. Am 5. August 1943 wurde sie zusammen mit zwölf weiteren angeklagten Frauen im Strafgefängnis Berlin-Plötzensee durch das Fallbeil enthauptet.

## Ehrungen
Gedenken
- Berlin-Lichtenberg (Zentralfriedhof Friedrichsfelde): sein Name auf der großen Porphyr-Gedenktafel auf der rechten Seite der Ringmauer der Gedenkstätte der Sozialisten, die Urnen seiner Eltern wurden in der zur Gedenkstätte der Sozialisten gehörenden Ehrengrabanlage Pergolenweg beigesetzt.
- Berlin-Tegel: Stolpersteine vor seinem ehemaligen Wohnort, der Kleingartenanlage „Am Waldessaum“ (Seidelstraße 20, am Eingang Weg 5), eine Gedenktafel kennzeichnet das ehemalige Wohnhaus (Weg 5, Parzelle 107)[8][9]
- Berlin-Tegel (Insel Scharfenberg): Gedenktafel, erinnert seit 1986 an ihn und den Widerstandskämpfer und ehemaligen Scharfenberg-Schüler Hanno Günther

Benennungen
- Berlin-Karlshorst: Hans-und-Hilde-Coppi-Gymnasium, seit 1958 nach ihm, seit 1994 nach ihm und seiner Frau Hilde benannt
- Berlin-Lichtenberg: Coppistraße[10]
- Berlin-Lichtenberg: Wohnheim des Studierendenwerks Berlin[11]
- Eberswalde: Coppistraße
- Frohburg-Frankenhain: Grundschule „Hans Coppi“[12]
- Lauta: Hans-Coppi-Schule, am 4. April 1981 benannt[13]
- Leipzig-Gohlis: Coppistraße, Coppiplatz und Coppi-Lichtspiele[14]

Orden
- Orden des Vaterländischen Krieges II. Klasse, vom Präsidium des Obersten Sowjets der UdSSR am 6. Oktober 1969 postum verliehen[15]

## Filme
- KLK an PTX – Die Rote Kapelle, Spielfilm der DEFA nach einem Drehbuch von Wera Küchenmeister, Claus Küchenmeister und Horst E. Brandt (1970/71)
- Verlorenes Leben. Hans Coppi und der letzte Agent der „Roten Kapelle“, Filmdokumentation von Inga Wolfram, Helge Trimpert und Hans Coppi junior (1996)[16]
- In Liebe, Eure Hilde, Spielfilm von Andreas Dresen (2024), Hans Coppi dargestellt von Johannes Hegemann